# Ахмед Недим
Ахмед Недим Эфенди (1681—1730) — турецкий поэт, придворный поэт 23-го султана Ахмеда III, пользовался покровительством великого визиря Невшехирли Дамат Ибрагим паши. Творчество Ахмед Недима связывают с преодолением персидского влияния и поиском аутентичной тюркизации, он первым среди турецких поэтов стал сочинять стихи в духе широко распространенных песен — шаркы. Его стихи по стилю и метрике подражают турецким народным песням — тюркю.